# Jagdschloss Entenfang
Das Jagdschloss Entenfang, am südöstlichen Ortsrand von Berzdorf im Norden der Stadt Wesseling und am Naturschutzgebiet Entenfang gelegen, wird nach mehrfachen Umbauten und Renovierungen heute als Kindertagesstätte genutzt.

## Geschichte
Das Gebäude diente bis zur Säkularisation den Pröpsten der Kölner Kirchengemeinde Sankt Gereon, die in Berzdorf begütert waren, als Jagdstützpunkt zur Entenjagd mittels Lockenten. Ob das Gebäude, beziehungsweise ein Neu- oder Umbau oder wenigstens der Besitz dem Kurfürsten Clemens August von Bayern zugeschrieben werden kann, wird von der neueren Historiographie sehr bezweifelt. Jedenfalls bestand es schon vor 1735. Zum Gebäude gehörten ursprünglich je rechtwinklig um einen Hof angebaute Wirtschaftsgebäude und ein Gutshof.
Schon 1797 drohte das Gebäude zu verfallen. Erster Pächter des Domänengutes war dann 1797 eine Familie Breuer aus Berzdorf, die das Haus wieder bewohnbar machte. Das wiederhergestellte zweigeschossige Gebäude hatte fünf Fensterachsen und ein Walmdach. Um 1900 wurde das mittlerweile privatisierte Haus zum Gutshaus umgebaut, nach Osten erweitert und an der Ostseite mit barock wirkenden Türmchen und Erkern sowie einer Freitreppe vorne versehen. Des Weiteren wurde ein Terrassenbau mit Außentreppe an einer Ecke der Rückfront vorgesetzt. Heute fallen noch die alten Deckeneichenbalken im Obergeschoss und der Treppenaufgang mit Scheinballustern ins Auge.